# Cratere Lenard
Lenard è un cratere lunare di 47,65 km situato nella parte nord-orientale della faccia nascosta della Luna.